# Tilly of Bloomsbury
Tilly of Bloomsbury é um filme de comédia mudo produzido no Reino Unido e lançado em 1921.